# Sant Serni (Gabet de la Conca)
Sant Serni es una localidad española del municipio de Gabet de la Conca, perteneciente a la provincia de Lérida, en la comunidad autónoma de Cataluña.

## Toponimia
El nombre del lugar puede encontrarse referido como San Cerni y como Sant Serni.

## Historia
Hacia mediados del siglo XIX, el lugar, por entonces con ayuntamiento propio, tenía contabilizada una población de 109 habitantes. La localidad aparece descrita en el sexto volumen del Diccionario geográfico-estadístico-histórico de España y sus posesiones de Ultramar de Pascual Madoz de la siguiente manera:

CERNI (San): l. con ayunt. de la prov. de Lérida (18 hor.), part. jud. y adm. de rent. de Tremp (2), aud. terr. y c. g. de Cataluña (Barcelona 40), dióc. de Urgel (17): se halla sit. en la pendiente de un monte, que sigue en declive hasta el r. Noguera Pallaresa al occidente, y á la der. de un barranco que baja de dicho monte y va á desaguar al citado r. pasando muy cerca de las casas: está bastante ventilado, y el clima frio, produce intermitentes y catarros. Tiene 35 casas pequeñas bajas y de mala distribucion interior; las calles son llanas y de figura irregular, pero empedradas: la igl. (San Saturnino), es aneja de Llimiana, la cual sirve un cura párroco y un vicario que nombra el pueblo: próximo á este se halla el cementerio capaz y bien situado. Hay una fuente también cercana á la pobl.: pero es tan escasa, que sus hab. se surten del agua de los pozos de mala calidad, á lo que se atribuyen las intermitentes que padecen sus vec. térm.: este se halla unido con el de Llimiana para todos los efectos; menos para el egercicio de la jurisd. que tiene un radio señalado; y dentro de él hay una masia llamada el Manso de Coll y un cas. compuesto de 2 casas denominado Tarrasa; cruza por el mismo, el ya nombrado barranco, que corre cerca del pueblo, el cual no lleva agua sino en tiempo de lluvias: tambien atraviesa por él un arroyo llamado r. Gabet, porque baja de aquel térm. que está al E. y con cuyas aguas riega su huerta; este aunque poco caudaloso es perenne. Al confin de su jurisd. pasa el Noguera Pallaresa que sin aprovechar sus aguas para el riego, causa grandes perjuicios en sus avenidas á la huerta, lo cual podría evitarse haciendo algunos diques y muchas plantaciones en toda la orilla. terreno: en general es flojo y de mediana calidad, cultivando algunos jornales que dan el 4 por 1 de sembradura: en él no se encuentran bosques arbolados para madera de construccion, y sí árboles para leña. caminos: no se encuentran otros que los comunales, y el que cruza todo el part., y los de Sort y Víella á la villa de Llimiana; son todos de herradura y malos. El correo lo reciben de Tremp los mismos interesados 3 veces á la semana, por espreso que pagan con este objeto. prod.: trigo, cebada, centeno, avena, bastante aceite y mucho vino; tambien cosechan patatas, hortalizas y legumbres para el consumo del pueblo, y una poca de seda y lana de buena calidad; se cria ganado lanar, vacuno y asnal; hay caza abundante de perdices, conejos y liebres. ind. y comercio: la primera consiste en un molino de aceite que hay inmediato al pueblo en la parte N., y el segundo se reduce á la venta de sus frutos sobrantes y á la compra de los artículos de que carecen, en los mercados de Isona y Tremp. pobl.: 18 vec., 109 alm.
(Madoz, 1847, p. 333)

En la actualidad pertenece al municipio de Gabet de la Conca. En 2022, tenía empadronados 44 habitantes.

## Demografía
| Gráfica de evolución demográfica de Sant Cerní entre 1842 y 1960 |
| |
| Población de derecho según los censos de población del INE Población de hecho según los censos de población del INEEn estos censos se denominaba San Cerní: 1842, 1857 y 1860 Entre el censo de 1857 y el anterior, crece el término del municipio porque incorpora a 25098 (Gabet de la Conca) Entre el censo de 1970 y el anterior, este municipio desaparece porque se agrupa en el municipio 25098 (Gabet de la Conca) |

## Patrimonio
En la localidad hay una iglesia bajo la advocación de San Saturnino.